# 웨스트 윙

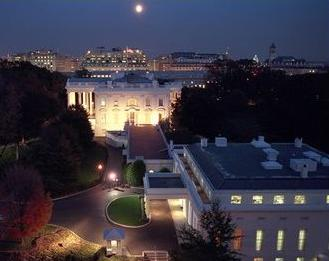
웨스트 윙

웨스트 윙(West Wing 또는 Executive Office Building)은 미합중국 대통령 관저 백악관 서쪽 동의 명칭이다. 백악관 단지의 일부로, 오벌 오피스, 캐비닛룸 (백악관), 상황실, 루즈벨트룸이 있다.
웨스트윙 3층 건물에는 백악관 비서실장, 대통령 자문관, 대통령 선임고문, 백악관 대변인 그리고 이들을 보조하는 직원들이 있다. 부통령은 이 건물에 사무실이 있지만, 주요 직무실은 아이젠하워 빌딩에 있다.
제임스 S. 브래디 언론 브리핑룸은 백악관 대변인이 성명서를 발표하고, 기자들에게 매일 정례 브리핑을 하는 곳으로 웨스트윙과 백악관 중앙관저 사이의 웨스트 콜로네이드에 위치해 있다.

## 역사

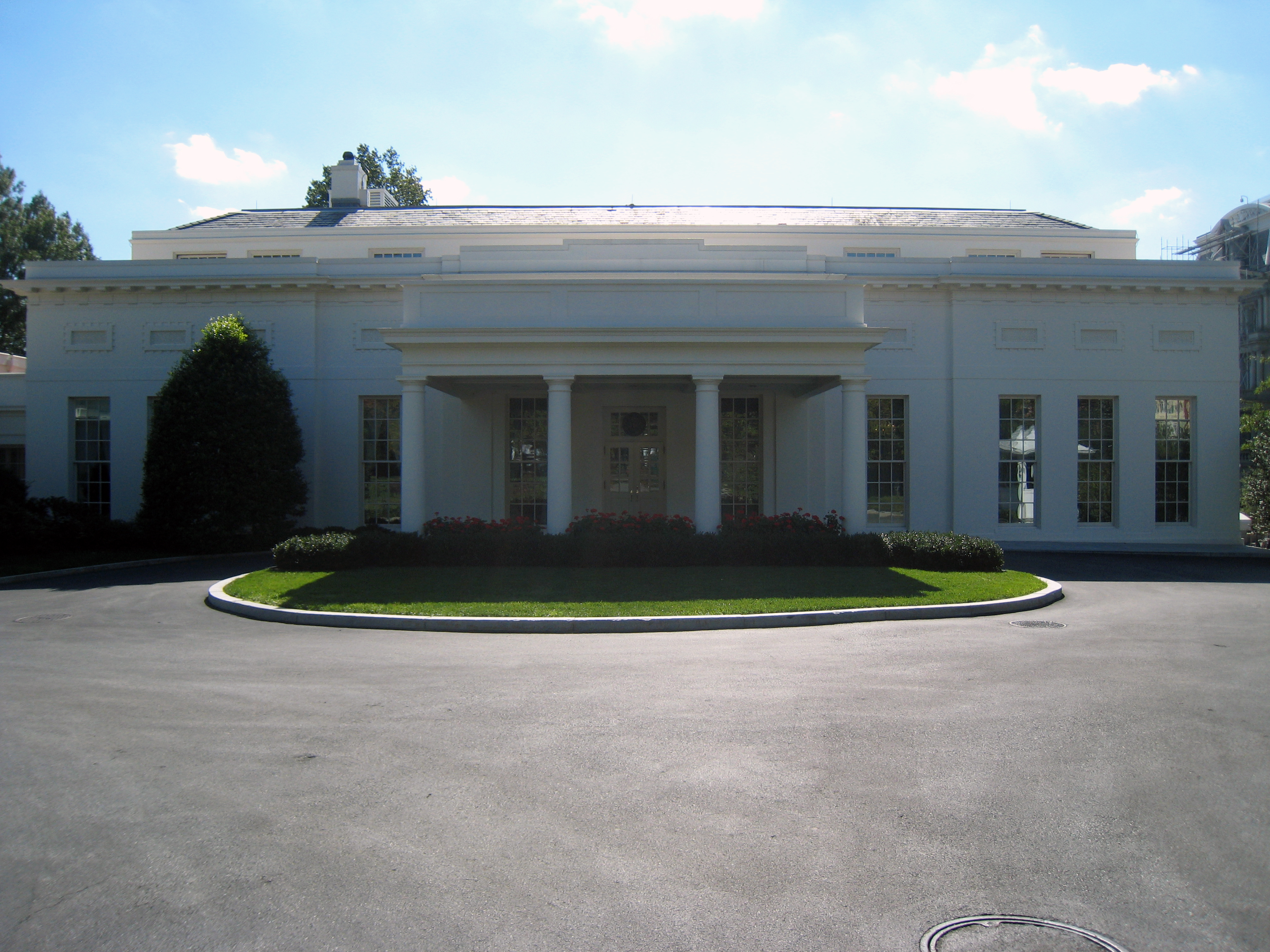
북쪽의 주요 입구

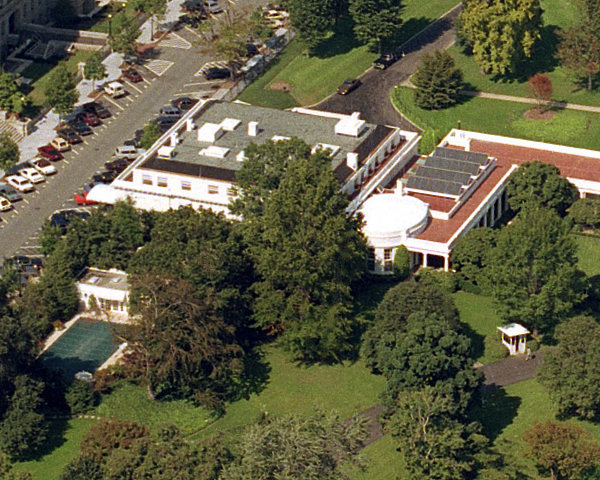
공중에 본 웨스트윙, 오벌 오피스와 캐비닛룸 지붕에는 태양광 패널이 있다.

웨스트윙의 건축 이전에는 대통령실 직원들은 현재의 백악관 중앙관저(Executive Residence) 4층(second floor)에서 일을 했다. 그러나 1901년 42세의 젊은 나이에 시어도어 루즈벨트가 대통령이 되면서, 당시의 사무실이 여섯 명의 아이들과 아내가 있는 가족과 직원들을 수용하기에 불충분하다고 생각했다. 1902년 루즈벨트는 뉴욕의 건설 회사 맥킴, 메드 앤 화이트로 하여금 웨스트윙 공사를 하게 했다. 그래서 안채의 서쪽 옆의 온실과 마굿간이 있던 곳에 별채를 건축하고 직원들을 이곳에 옮겼으며, 이것이 웨스트윙의 시작이다. 이 당시의 웨스트윙은 원래 임시 사무실 건물로 예정되었던 곳이며, 온실과 마굿간 터 위에 지어졌다. 대통령 직무실과 캐비닛 룸은 그 건물의 3층으로 이관되었다. 루즈벨트 대통령의 직무실은 현재의 루즈벨트룸이었다.
1909년, 윌리엄 하워드 태프트 대통령은 그 건물을 남쪽으로 테니스장까지 걸치는 곳까지 확장시켰다. 인테리어가 완성되고 타원형 사무실이 처음 만들어진 것은 다음 대의 윌리엄 하워드 태프트 대통령 때의 일로 오벌 오피스는 남쪽 추가 건물의 중앙에 배치를 시켜, 백악관의 오벌 룸을 연상시키도록 만들었다.
1929년 말에 누전에 의한 화재로 웨스트윙의 절반이 불에 탔다. 1933년에 프랭클린 루즈벨트가 대통령에 취임하면서 이를 계기로 소아마비와 같은 장애가 있는 대통령도 사용하기 편리하도록 웨스트윙에 대규모 개조 작업을 실시했다. 이때 타원형 사무실은 메인하우스와 복도로 바로 연결되는 현재의 위치로 옮겨졌다. 그리하여 대통령은 직원들의 눈을 신경쓰지 않고, 자유롭게 사무실과 안채를 이동할 수 있게 하는 등, 사생활 보호의 측면이 강화되었다. 또한 재활을 위해 수영을 좋아한 대통령을 위해 실내 수영장도 만들어졌지만, 이 방은 이후 닉슨 대통령 때 정례 브리핑품으로 개조되었다.
직원들이 증가하면서 오늘 날에는 웨스트윙에 사무실을 두고, 대통령 수석 보좌관 및 기타 지원 인력들이 이용하고 있다. 많은 사무실과 본래의 부통령의 사무실은 오솔길을 끼고, 서쪽에 인접한 아이젠하워 빌딩으로 들어갔다.

### 역대 대통령의 오벌 오피스
대통령의 책상을 중앙에 놓는 경우와 바닥 중앙에 대통령 문장이 그려진 책상을 창가로 위치시킨 경우 두 가지가 있으며, 대통령 본인의 의사에 따라서 변화한다.

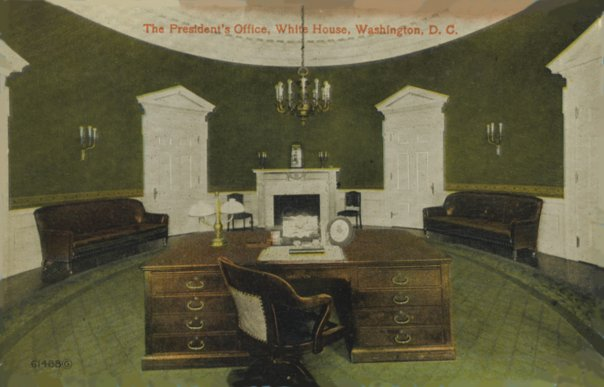
태프트 행정부 시절 (1909년)
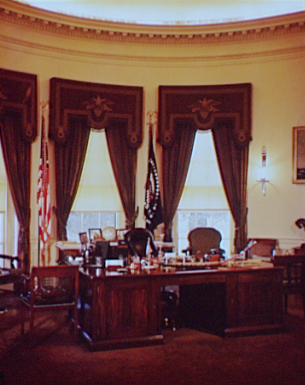
루즈벨트 행정부 시절
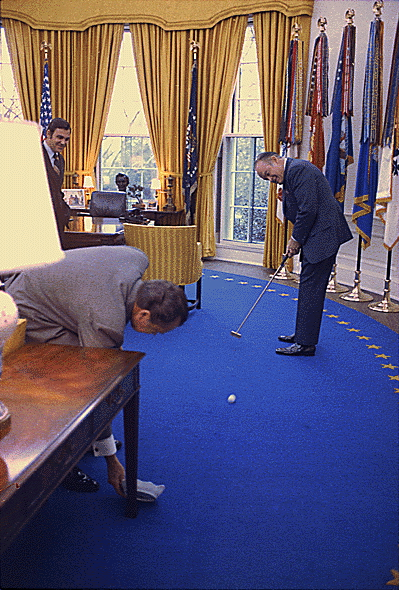
닉슨 행정부 시절 (1973년)
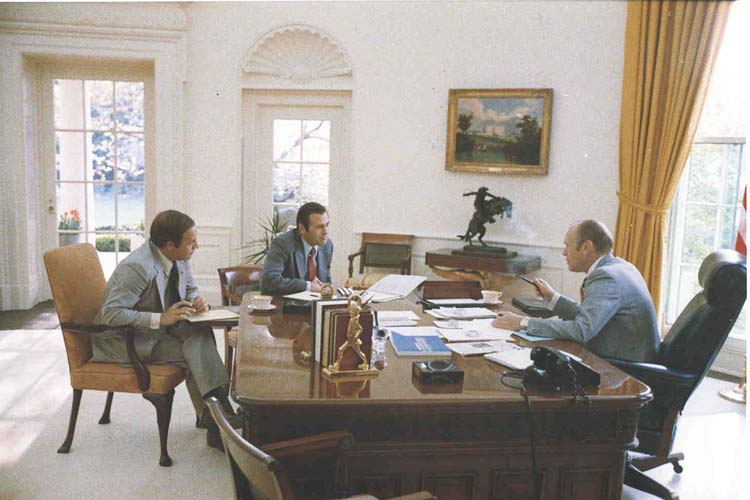
포드 행정부 시절 (1975년)
레이건 행정부 시절 (1981년)
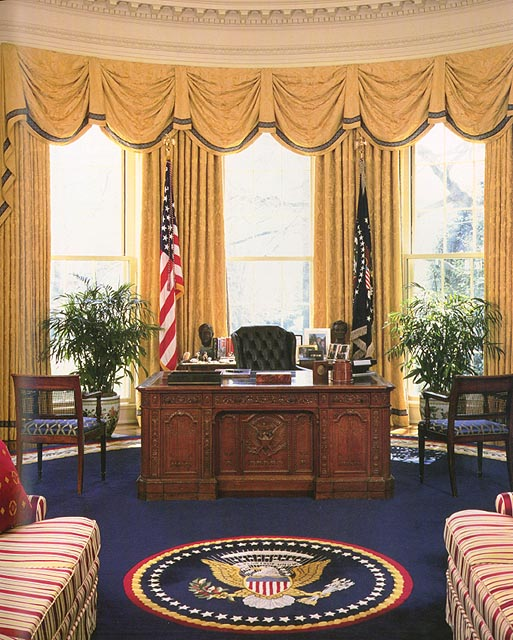
클린턴 행정부 시절
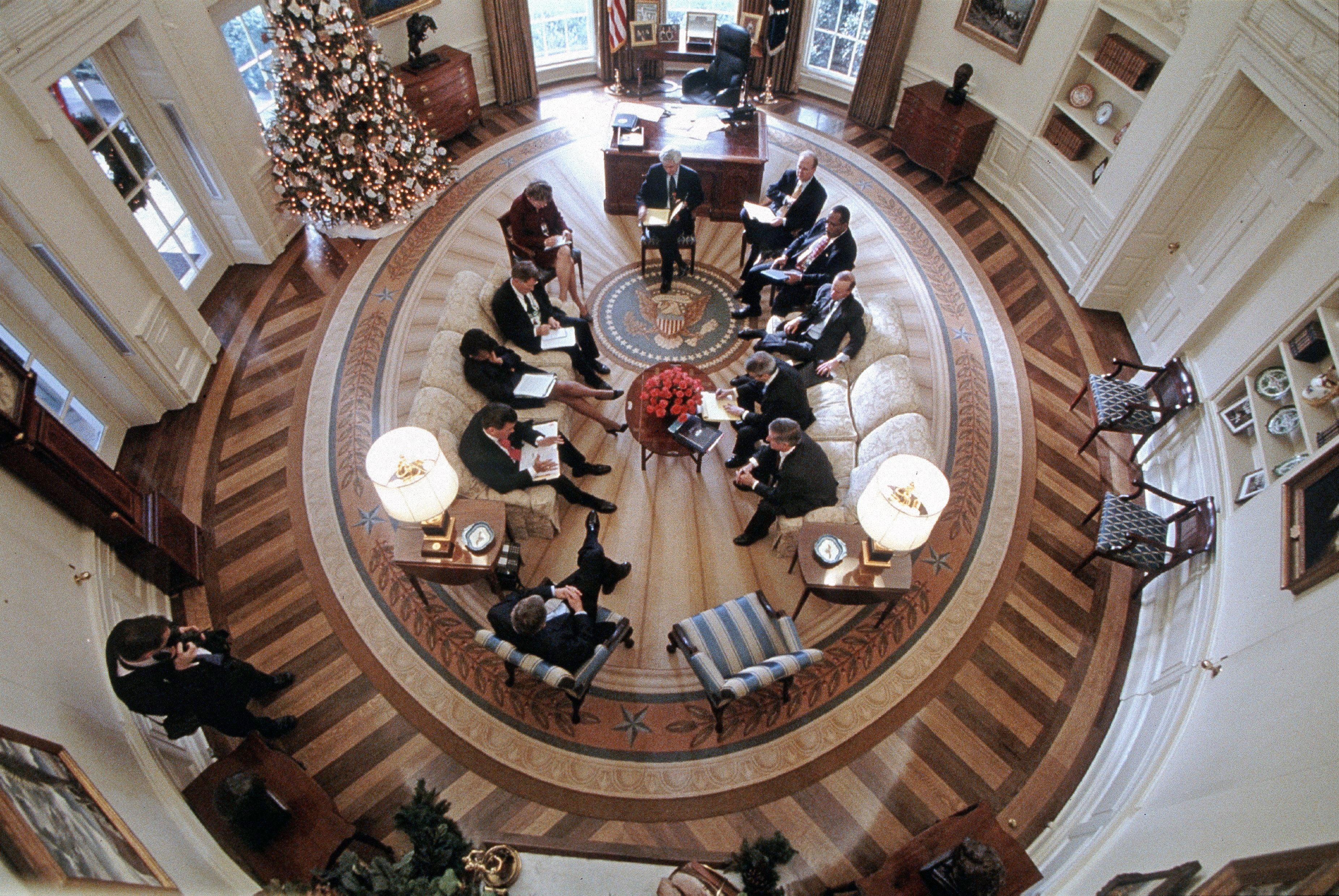
부시 행정부 시절 (2001년)
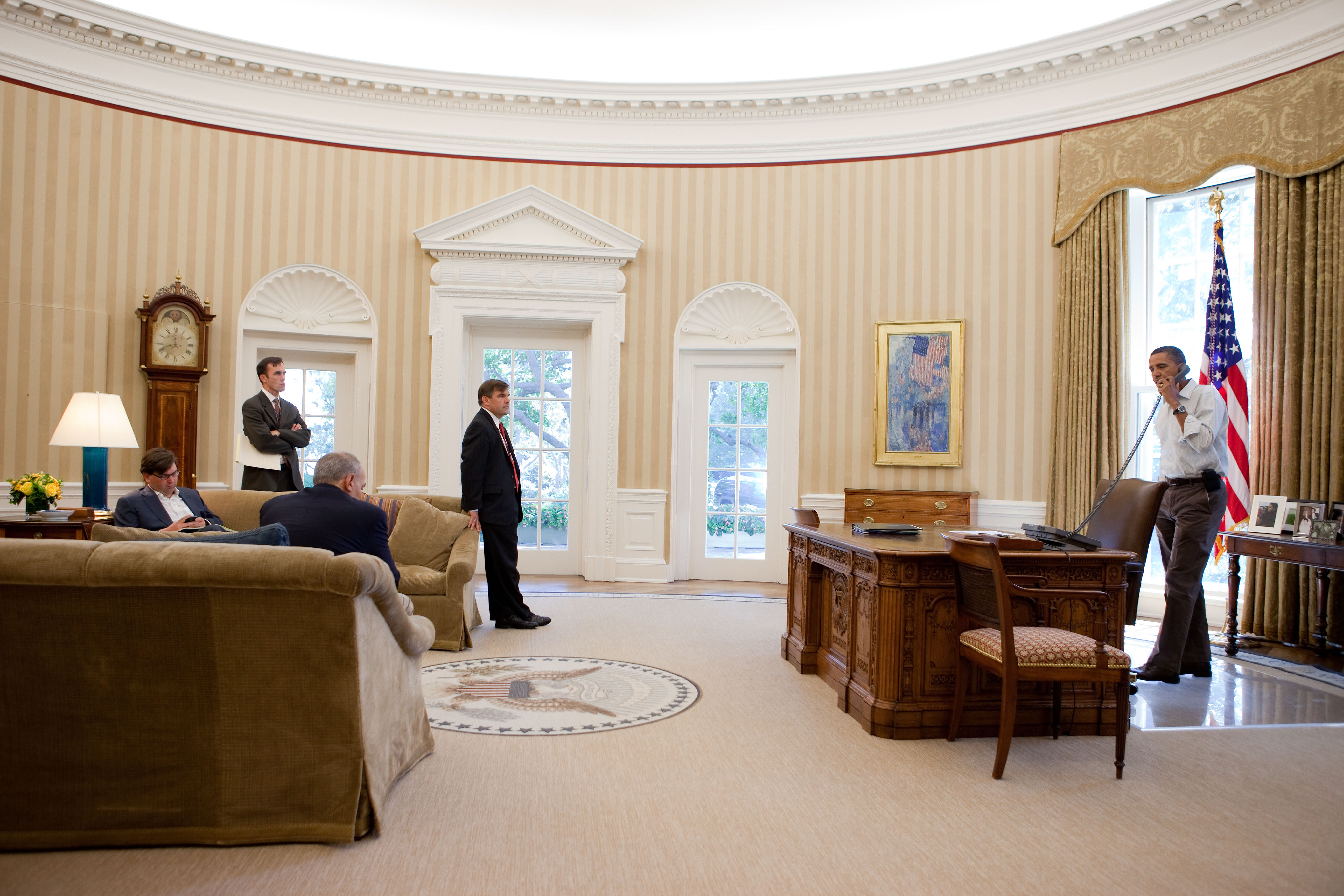
오바마 행정부 시절 (2010년)
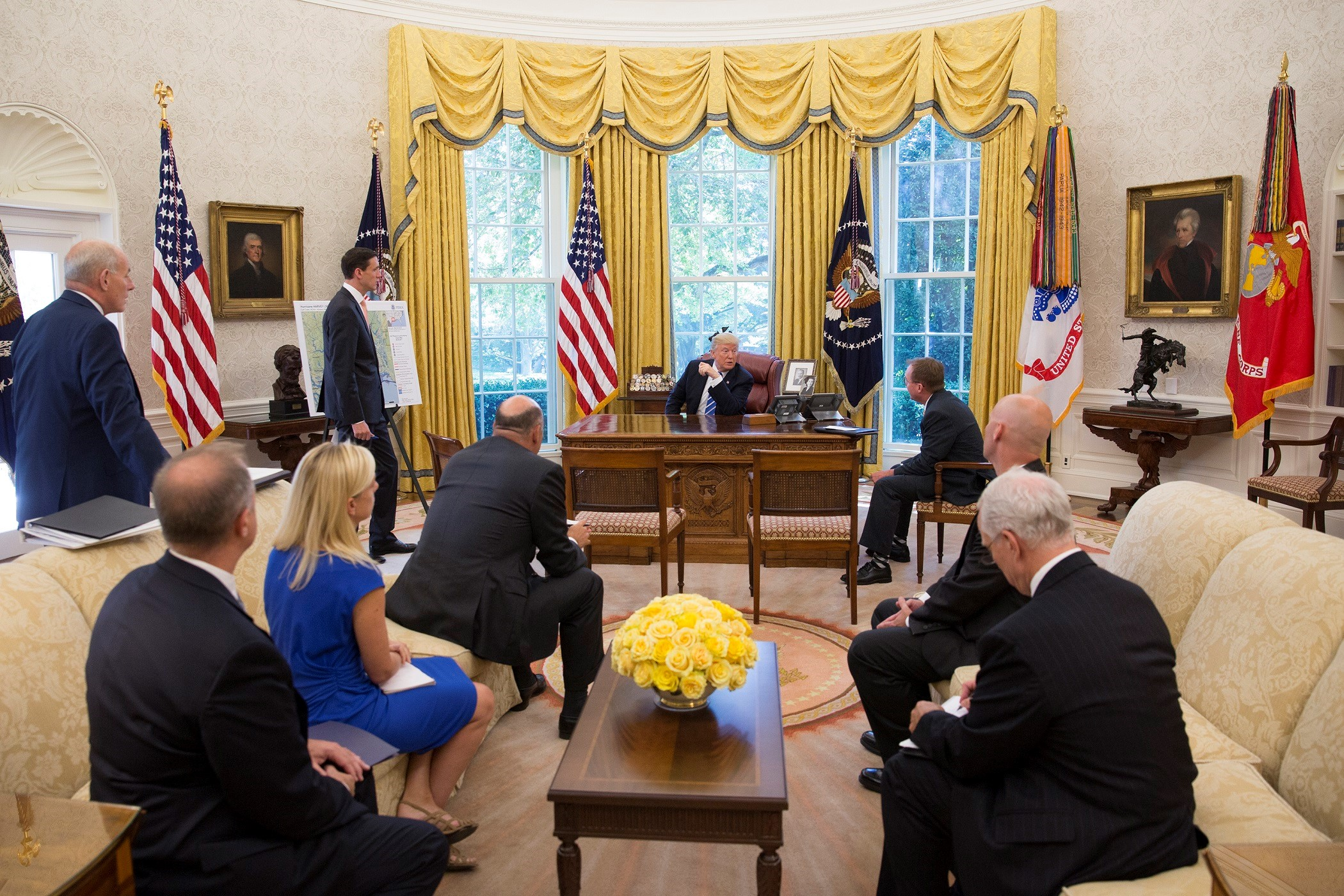
현재의 오벌 오피스 (2017년)